# Donje Isevo
Donje Isevo en serbe latin et Isevë e Ulët en albanais (en serbe cyrillique : Доње Исево) est une localité du Kosovo située dans la commune/municipalité de Leposavić/Leposaviq, district de Mitrovicë/Kosovska Mitrovica. Selon des estimations de 2009 comptabilisées pour le recensement kosovar de 2011, elle compte 33 habitants, dont une majorité de Serbes.

## Géographie
Donje Isevo/Isevë e Ulët est situé à 18 km au nord de Leposavić/Leposaviq, sur la rive gauche de la Bistrička reka, un affluent de l'Ibar. Le village fait partie de la communauté locale de Bistrica/Bistricë.

## Démographie

### Évolution historique de la population dans la localité
| 1948 | 1953 | 1961 | 1971 | 1981 | 1991 | 2009 |
| ---- | ---- | ---- | ---- | ---- | ---- | ---- |
| 150  | 74   | 64   | 41   | 29   | 21   | 33   |

|  |